# Amt Oldenburg-Land
La comunità amministrativa di Oldenburg-Land (Amt Oldenburg-Land) si trova nel circondario dell'Holstein Orientale nello Schleswig-Holstein, in Germania.

## Suddivisione
Comprende 6 comuni:
1. Göhl (1 118)
2. Gremersdorf (1 530)
3. Großenbrode (2 204)
4. Heringsdorf (1 135)
5. Neukirchen (1 185)
6. Wangels (2 224)

Il capoluogo è Oldenburg in Holstein, esterna al territorio della comunità amministrativa.
(Tra parentesi i dati della popolazione al 31 dicembre 2021)